# Yamauchi Hirofumi
Yamauchi Hirofumi (山内 寛史 Yamauchi Hirofumi, sinh ngày 9 tháng 2 năm 1995) là một cầu thủ bóng đá người Nhật Bản. Anh thi đấu cho Cerezo Osaka.

## Sự nghiệp
Yamauchi Hirofumi gia nhập câu lạc bộ tại J1 League Cerezo Osaka năm 2017.